# Simonoonops andersoni
Espèce
Simonoonops andersoni est une espèce d'araignées aranéomorphes de la famille des Oonopidae.

## Distribution
Cette espèce est endémique de l'État d'Aragua au Venezuela,. Elle se rencontre dans le parc national Henri Pittier vers 1 150 m d'altitude.

## Description
Le mâle holotype mesure 1,77 mm et la femelle paratype 1,98 mm.

## Étymologie
Cette espèce est nommée en l'honneur de Robert S. Anderson du musée canadien de la nature.

## Publication originale
- Platnick & Dupérré, 2011 : The goblin spider genus Simonoonops (Araneae, Oonopidae). American Museum Novitates, no 3724, p. 1-30 (texte intégral).